# حجاجی
حجاجی یک روستا در ایران است که در دهستان قهاب صرصر واقع شده‌است. حجاجی ۹۶ نفر جمعیت دارد.